# Klemens Mielczarek

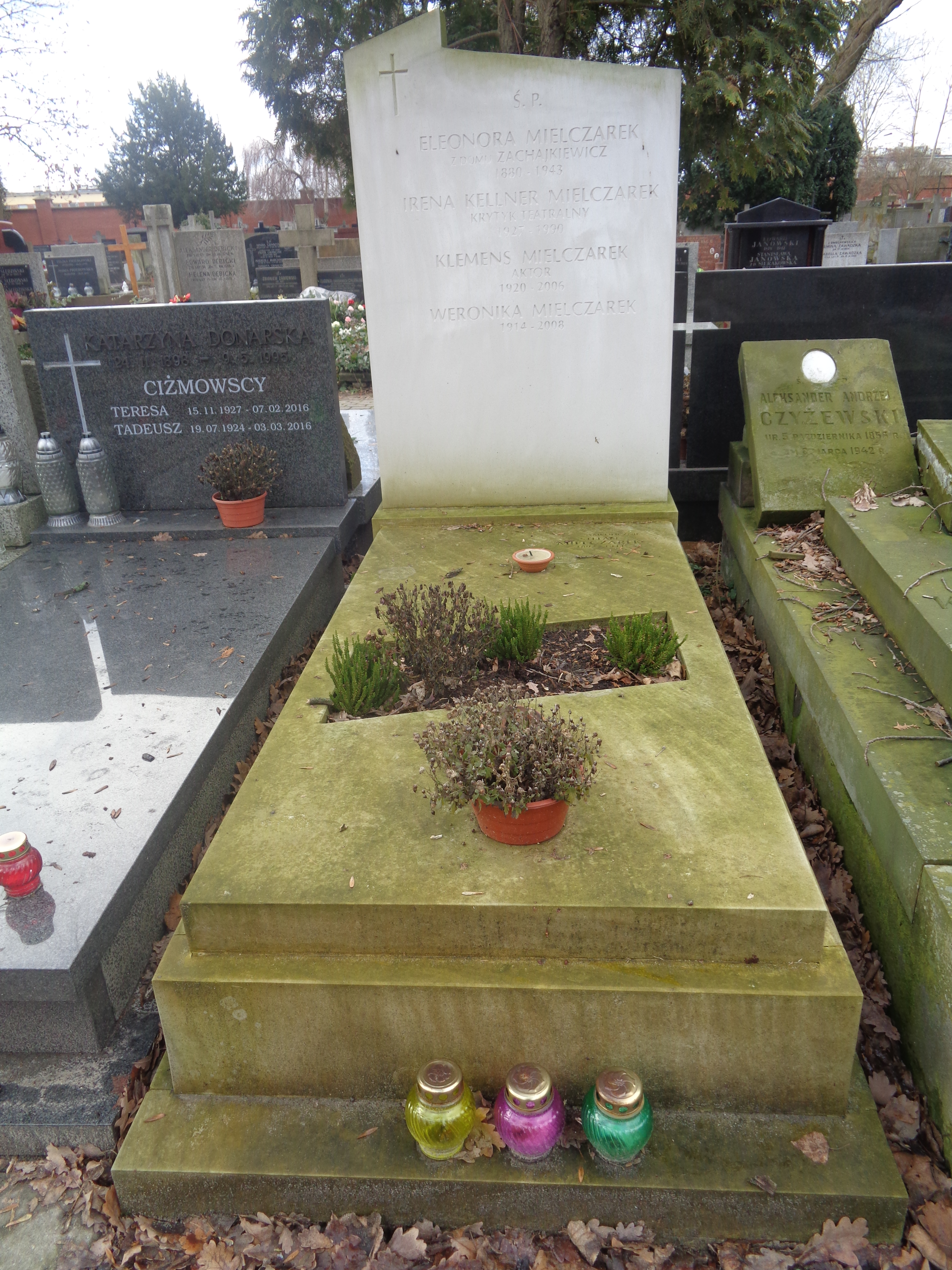
Grób Klemensa Mielczarka na cmentarzu Powązkowskim

Klemens Mielczarek (ur. 17 października 1920 w Lublinie, zm. 2 stycznia 2006 w Warszawie) – polski aktor teatralny i filmowy.

## Życiorys
Przed II wojną światową uczył się w liceum handlowym, mając 15 lat zaczął występować w filmach. Wystąpił także na scenie Teatru Małego w sztuce Pani Natura.
W czasie okupacji niemieckiej kontynuował naukę aktorską w podziemnym PIST. Walczył w powstaniu warszawskim jako żołnierz AK (starszy strzelec, ps. Randel) – VII zgrupowanie (batalion) „Ruczaj” - 1. kompania. Po upadku powstania trafił do niewoli niemieckiej (nr jeniecki 105316).
Po powrocie do Polski zdał egzaminy aktorskie i rozpoczął pracę w częstochowskim Teatrze Miejskim, gdzie debiutował 11 września 1946 roku rolą Krzysztofa Dudgena w Uczniu diabła. Później był przeważnie aktorem scen warszawskich. Występował w spektaklach Teatru Telewizji oraz w słuchowiskach Teatru Polskiego Radia. Po przejściu na emeryturę stworzył dla dzieci własny teatr jednego aktora „Kuku-Ryku”.
W 1955 roku został odznaczony Medalem 10-lecia Polski Ludowej. Był wyróżniany za zasługi dla Warszawy: w 1967 roku został uhonorowany Odznaką honorową „Za Zasługi dla Warszawy”, a w 1996 roku Nagrodą Miasta Stołecznego Warszawy.
Dwukrotnie żonaty. 13 lat przeżył z pierwszą żoną Teresą, znakomitą lalkarką pracującą w Teatrze „Guliwer”. Z tego małżeństwa urodziło się dwoje dzieci – syn Lucjan oraz córka Marzena. Z drugiego małżeństwa – z Ireną Kellner (1927–1990), dziennikarką i teatrologiem – urodził się syn Adam.
Zmarł w Warszawie, pochowany w grobie rodzinnym na cmentarzu Powązkowskim (kwatera 146-5-17).

## Teatr
- Teatr Miejski w Częstochowie (1946)
- Teatr Nowy w Warszawie (1947–1950)
- Teatr Muzyczny w Warszawie (1950)
- Teatr Domu Wojska Polskiego w Warszawie (1951–1952)
- Teatr Polski w Warszawie (1953–1957)
- Teatr Komedia w Warszawie (1957)
- Teatr im. Juliusza Osterwy w Lublinie (1958–1960)
- Teatr Klasyczny w Warszawie (1960)
- Teatr Ludowy w Warszawie (1960)
- Teatr Syrena (1961)
- Teatr Ziemi Mazowieckiej (1962–1977)
- Teatr Popularny w Warszawie (1978–1981)
- Teatr Adekwatny w Warszawie (1984 i 1990)
- Teatr Scena Prezentacje w Warszawie (1988)

## Filmografia
- Skarga (1991), reż. J. Wójcik
- Biesy (1988), reż. A. Wajda – Robotnik
- Zmowa (1988), reż. J. Petelski
- Zmiennicy odc. 15 (1986), reż. S. Bareja – Dozorca bloku przy ul. Altenatywy
- Szczęśliwy brzeg (1983), reż. A. Konic – Tragarz
- Alternatywy 4 odc. 1 (1983), reż. S. Bareja – Listonosz w Pułtusku
- Dom odc. 1 i 8 (1982), reż. J. Łomnicki
- Dziecinne pytania (1981), reż. J. Zaorski
- Człowiek z żelaza (1981), reż. A. Wajda
- Wśród nocnej ciszy (1978), reż. T. Chmielewski – Marynarz
- Romans Teresy Hennert (1978), reż. I. Gogolewski – Stanisław, ordynans Gondziłły
- Sprawa Gorgonowej (1977), reż. J. Majewski – Policjant
- Polskie drogi odc. 11 (1977), reż. J. Morgenstern – Agent gestapo
- Westerplatte (1967), reż. S. Różewicz – Mat Chrzanowski
- Sam pośród miasta (1965), reż. H. Bielińska – Taksówkarz
- Cafe pod Minogą (1959), reż. B. Brok – Władek, narzeczony Sabci
- Wolne miasto (1958), reż. S. Różewicz – Rudi Nowak
- Ósmy dzień tygodnia (1958), reż. A. Ford – Bandzior
- Podhale w ogniu (1955), reż. J. Batory i H. Hechtkopf – Chłop
- Sprawa do załatwienia (1953), reż. J. Rybkowski i J. Fethke
- Przygoda na Mariensztacie (1953), reż. L. Buczkowski – Murarz Wacław Osica
- Dom na pustkowiu (1949), reż. J. Rybkowski – Wicek
- Czarci żleb (1949), reż. A. Vergano i T. Kański – „Dzieciuch”
- Sportowiec mimo woli (1939), reż. Mieczysław Krawicz
- Florian (1938), reż. L. Buczkowski – Wnuk Paweł
- O czym marzą kobiety (1937), reż. A. Marten – Boy hotelowy
- Niedorajda (1937), reż. M. Krawicz – Kolega Florka
- Książątko (1937), reż. K. Tom i S. Szebego – Franek
- Wacuś (1935), reż. M. Waszyński – Uczeń